# 뿌요뿌요 피버 2
《뿌요뿌요 피버 2》(ぷよぷよフィーバー2【チュー!】)는 일본의 게임 회사 세가에서 제작한 낙하형 퍼즐 게임이다. 2003년에 발매된 《뿌요뿌요 피버》의 후속작으로, 게임플레이는 유지하고 있으나 새로운 모드들이 추가됐다. 2005년 11월 24일 플레이스테이션 2 및 플레이스테이션 포터블로 먼저 출시됐고, 같은 해 12월에 닌텐도 DS로도 출시됐다.

## 진행 방식

### 스토리
스토리는 크게 3가지의 난이도별 코스로 나뉜다.
코런  낮은 난이도의 스테이지 3개로 이루어져 있다.
| - 아미티 1. 라피나 2. 시그 3. 아코르 선생 | - 라피나 1. 아미티 2. 멋쟁이 해골 3. 아코르 선생 | - 시그 1. 크루크 2. 리델 3. 아코르 선생 |

와쿠와쿠 코스는 보통 난이도의 스테이지 6개로 이루어져 있다.
| - 아미티 1. 오니온 2. 타루타루 3. 유우&레이 4. 부자 프랑켄 5. 아르르 6. 렘레스 | - 라피나 1. 리델 2. 멋쟁이 해골 3. 아쿠마 4. 발트 안델스 5. 페리 6. 렘레스 | - 시그 1. 오니온 2. 리델 3. 고고트 4. 물고기 왕자 5. 아르르 6. 렘레스 |

하라하라 코스는 높은 난이도의 스테이지 8개로 이루어져 있다.
| - 아미티 1. 크루크 2. 멋쟁이 해골 3. 리델 4. 호호우도리 5. 발트안델스 6. 페리 7. 렘레스 8. 수상한 크루크 | - 라피나 1. 크루크 2. 타루타루 3. 고고트 4. 부자 프랑켄 5. 호호우도리 6. 아르르 7. 시그 8. 수상한 크루크 | - 시그 1. 도토리 개구리 2. 타루타루 3. 유우&레이 4. 부자 프랑켄 5. 아미티 6. 발트안델스 7. 아쿠마 8. 수상한 크루크 |